# Europamästerskapen i bordtennis 2018
Europamästerskapen i bordtennis 2018 var de 39:e europamästerskapen och avgjordes i Alicante, Spanien den 18–23 september 2018.

## Svenska deltagare
- Linda Bergström, Ängby SK
- Matilda Ekholm, Boo KFUM IA
- Christina Källberg, Team Mälarenergi BTK
- Li Fen, Malmö IF
- Mattias Falck, Halmstad BTK
- Kristian Karlsson, Halmstad BTK
- Truls Möregårdh, Eslövs AI
- Jon Persson, Söderhamns UIF

## Medaljörer
| Gren         | Guld                          | Silver                          | Brons                                    |
| ------------ | ----------------------------- | ------------------------------- | ---------------------------------------- |
| Herrsingel   | Timo Boll                     | Ovidiu Ionescu                  | Patrick Franziska                        |
| Herrsingel   | Timo Boll                     | Ovidiu Ionescu                  | Kristian Karlsson                        |
| Damsingel    | Li Qian                       | Margaryta Pesotska              | Sofia Polcanova                          |
| Damsingel    | Li Qian                       | Margaryta Pesotska              | Katarzyna Grzybowska-Franc               |
| Herrdubbel   | Daniel Habesohn Robert Gardos | Mattias Falck Kristian Karlsson | Patrick Franziska Jonathan Groth         |
| Herrdubbel   | Daniel Habesohn Robert Gardos | Mattias Falck Kristian Karlsson | Ruwen Filus Ricardo Walther              |
| Damdubbel    | Nina Mittelham Kristin Lang   | Sofia Polcanova Yana Noskova    | Matilda Ekholm Georgina Póta             |
| Damdubbel    | Nina Mittelham Kristin Lang   | Sofia Polcanova Yana Noskova    | Ni Xialian Sarah de Nutte                |
| Mixed dubbel | Ruwen Filus Han Ying          | Stefan Fegerl Sofia Polcanova   | Patrick Franziska Petrissa Solja         |
| Mixed dubbel | Ruwen Filus Han Ying          | Stefan Fegerl Sofia Polcanova   | Aleksandar Karakašević Rūta Paškauskienė |